# Aeroporto de Fernando de Noronha
O Aeroporto de Fernando de Noronha – Governador Carlos Wilson (IATA: FEN, ICAO: SBFN), é um aeroporto brasileiro e foi construído em 1934. Em 1942, durante a Segunda Guerra Mundial as Forças Aéreas do Exército dos Estados Unidos através do "Programa de Desenvolvimento de Aeroportos", construiu a nova pista e o terminal de passageiros. Em 1975, houve ampliação para a aterrissagem de Boeings. O aeroporto opera voos domésticos e tem capacidade para receber aeronaves de médio porte como o Boeing 737.
Segundo a Secretaria de Aviação Civil, em 2015, foi um dos 65 aeroportos do Brasil que mais movimentou passageiros. Em 21 de dezembro de 2015, a Anac eleva a classificação do aeroporto para 2ª categoria (antes 3ª), ficando no mesmo nível que muitos aeroportos de capitais, como João Pessoa (PB), Vitória (ES) e Goiânia (GO). Outro do estado nessa mesma categoria é o Aeroporto Internacional de Petrolina – Senador Nilo Coelho.[carece de fontes?] O atual terminal de passageiros é considerado pequeno para o fluxo diário de passageiros que recebe, e deve ser reformado.[carece de fontes?]

## Reforma
É um dos 9 aeroportos que está incluído no Plano de Desenvolvimento da Aviação Regional (PDAR), que receberá investimentos do Governo Federal, em torno dos 220 milhões de reais, só para o estado de Pernambuco. A previsão é que a obra comece no segundo semestre de 2014 e seja concluída em, no máximo, um ano.[carece de fontes?]
De acordo com a Secretaria de Aviação Civil, em um documento atualizado em 12 de agosto de 2015, este aeroporto encontra-se na segunda etapa (de cinco), que é a Fase de Estudo Preliminar. Ainda terá a fase do anteprojeto, da licitação e das obras. Até o final de junho de 2016, nada aconteceu, ou seja, não houve avanços.[carece de fontes?]
Em abril de 2019, o Ministério da Infraestrutura, autorizou o início do processo licitatório visando reformas no Aeroporto Governador Carlos Wilson, no arquipélago de Fernando de Noronha. O investimento é de R$ 5 milhões, e contará com o apoio do Governo do Estado de Pernambuco, tendo recursos oriundos do Fundo Nacional de Aviação Civil (FNAC). A reforma tem como finalidade implantar um sistema de luzes de aproximação simples e de obstáculo autônomos, para facilitar pouso e decolagem das aeronaves na ilha no período noturno.
O atual terminal de passageiros é considerado pequeno para o fluxo diário de passageiros que recebe, e deve ser reformado.[carece de fontes?] É aguardado o lançamento do edital pelo Governo do Estado de Pernambuco para que seja feita a licitação para a futura reforma.[carece de fontes?] O atual pátio de manobras permite operação simultânea de até 03 Boeing 737 e a pista tem 1840 m de extensão. Após a reforma, a previsão é de que, o aeroporto comporte até 7 aeronaves simultaneamente. Também a previsão para 2025 é de que o aeroporto movimente aproximadamente 276 mil passageiros ao ano.[carece de fontes?]

## Estatísticas
| Rank | Cidade                                  | Passageiros em 2016 | Companhias aéreas |
| ---- | --------------------------------------- | ------------------- | ----------------- |
| 1    | Recife, Pernambuco                      | 185,523             | Azul e GOL        |
| 2    | Natal, Rio Grande do Norte              | 29,619              | Azul              |
| 3    | São Paulo - Guarulhos, São Paulo        | 11,904              | Azul              |
| 4    | Rio de Janeiro - Galeão, Rio de Janeiro | 1,460               | GOL               |
| 5    | Campinas, São Paulo                     | 1,195               | Azul              |
| 6    | Curitiba - Afonso Pena, Paraná          | 458                 | Azul              |
| 7    | Fortaleza, Ceará                        | 166                 | GOL               |
| 8    | Salvador, Bahia                         | 119                 | GOL               |
| 9    | Belo Horizonte - Confins, Minas Gerais  | 20                  | Azul              |
| 10   | Maceió, Alagoas                         | 18                  | Azul              |